# Calzadilla de los Barros
Calzadilla de los Barros – gmina w Hiszpanii, w prowincji Badajoz, w Estramadurze, o powierzchni 52,23 km². W 2011 roku gmina liczyła 914 mieszkańców.